# ブラフ (ゲーム)

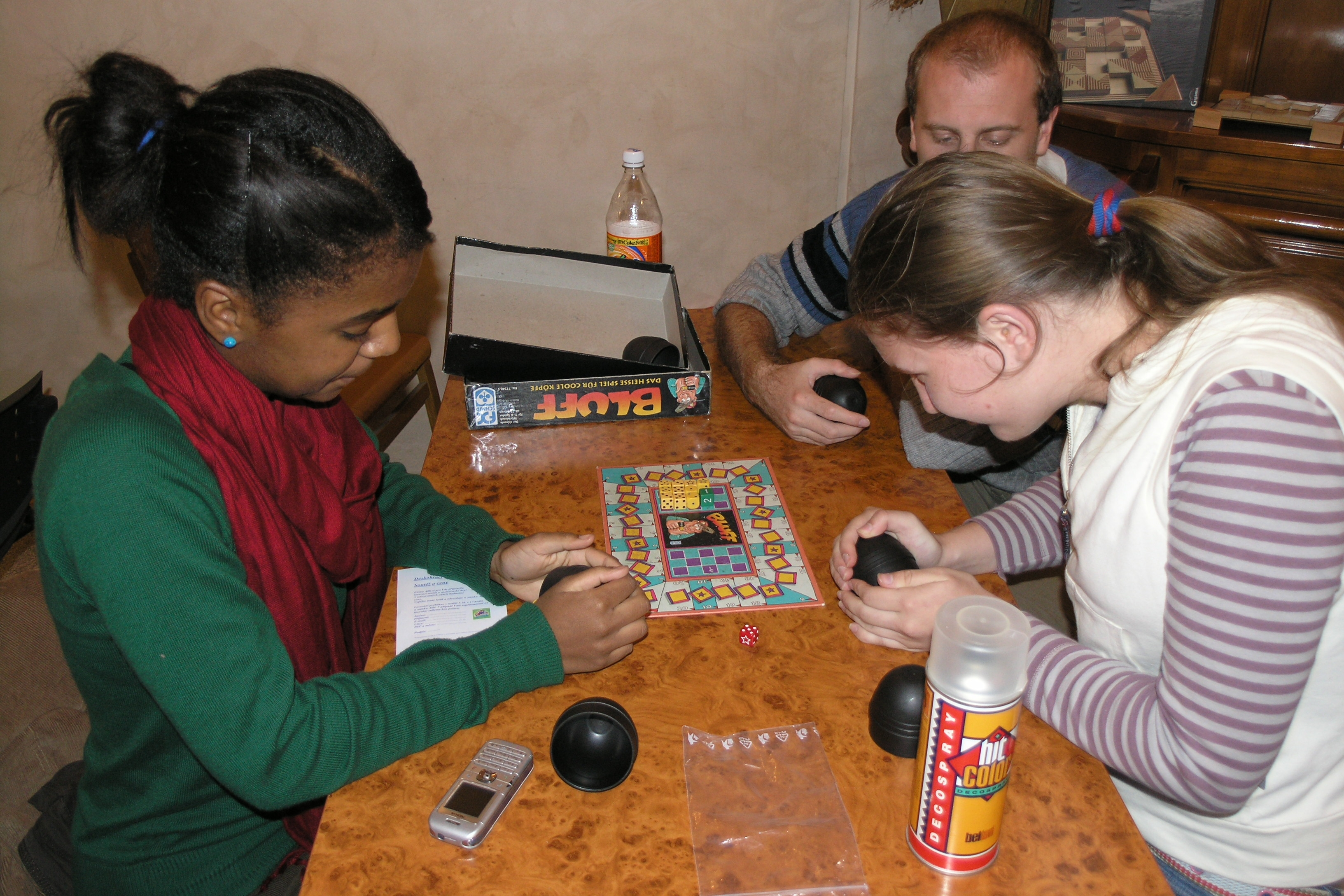
ブラフのプレイ風景

ブラフ（ドイツ語: Bluff）は、古くからあるライアーズ・ダイス（英語: Liar's Dice）と呼ばれるゲームのルールを再構築して製作されたドイツのボードゲーム、ダイスゲームである。ブエブロとも呼ばれる。ブラフは1993年のドイツ年間ゲーム大賞を受賞した。
ライアーズ・ダイスは1800年以前に考案されたと考えられているが、考案者は不明である。ブラフはリッチャード・ボルグが古典的なルールを再構成した。リッチャード・ボルグ作とされることも多い。
アメリカ合衆国ではミルトン・ブラッドリー・カンパニーから1987年にLiar's Diceとして商品化されている。日本ではツクダオリジナルから『ライアーズダイス』の名称で商品化されていた。

## 構成
販売されているブラフには以下のものが含まれている。ツクダオリジナル版も同じ構成。
- ダイスカップ - 6個
- サイコロ - 30個
  - サイコロは正六面体。サイコロの目は1から5までは通常のサイコロと同じ。6の目の代わりに☆となっている。
  - ツクダオリジナル版のサイコロは目が2から6で、1の目の代わりに☆となっている。
- 色違いサイコロ - 1個
  - 上記のサイコロと同じで色違い。
- ゲームボード

市販製品だとプレイ人数は最大6人となる。

## ゲームの概要
各プレイヤーにダイスカップ1個とサイコロ5個を配る。
1. 各プレイヤーは自分のサイコロを自分のダイスカップの中に入れて机に伏せ、他のプレイヤーにわからないように自分のサイコロの出目を確認する。
2. プレイヤーは順に全プレイヤーの出目と個数を予想し宣言する。例えば「3が9個」など。この時、赤いサイコロを宣言した目にし、ゲームボード上の個数の欄に置く。
  - ただし、☆は任意の数にできるので、上記の例ならば、3の目のサイコロが7個と☆の目のサイコロが2個でも成立する。
  - また、☆の個数のみを宣言することもできる。
3. 次に宣言するプレイヤーは以下のなかから自分の行動を選択する。チャレンジ（ブラフ）の宣言が出るまで、各プレイヤーで順に繰り返す。
  - 前のプレイヤーの宣言よりも多い数を宣言するか、より大きな出目に変更する。出目を変更した場合は個数を増やさなくても良い。既に出ている宣言が「3が9個」なら「4が9個」「2が10個」「3が10個」などが有効となる。☆を宣言する場合は個数の半分より大きいことが必要。宣言が「3が9個」なら半分は4.5個なので「☆が5個」から有効。逆に宣言が☆なら2倍の個数から有効になる。例えば宣言が「☆が2個」なら「☆が3個」「2が4個」などが有効となる。
  - 前のプレイヤーの宣言よりも多い数を宣言するか、出目を変更する。自分のダイスカップから1個以上のサイコロを場に出し、残りのサイコロをダイスカップの中で振り直す。
  - 前のプレイヤーの宣言を否定する（チャレンジの宣言、ブラフの宣言）。全員のダイスカップをオープンにし、それぞれの出目と宣言とを確認する。
    - 宣言通りの個数だった場合、宣言したプレイヤー以外はそれぞれ自分のサイコロ1個を場に出す。
    - 宣言より少ない個数だった場合、宣言したプレイヤーは不足した個数のサイコロを場に出す。
    - 宣言より多い個数だった場合、チャレンジしたプレイヤーは超過した個数のサイコロを場に出す。
      - 例えばプレイヤーAが「3が9個」と宣言し、次のプレイヤーBがチャレンジの宣言をした場合。
        - 実際の個数（3と☆の個数）が9個だったら、プレイヤーA以外はそれぞれサイコロ1個を場に出す。
        - 実際の個数（3と☆の個数）が7個だったら、プレイヤーAはサイコロ2個を場に出す。
        - 実際の個数（3と☆の個数）が12個だったら、プレイヤーBはサイコロ3個を場に出す。
4. 手持ちのサイコロが無くなったプレイヤーはゲームから脱落する。最後の1人になるまで1から繰り返す。

## 受賞歴
- 1993年 「ドイツ年間ゲーム大賞（Spiel des Jahres）」大賞
- 1993年 「ドイツゲーム大賞（Deutscher Spiel Preis）」4位

## 同一ゲーム

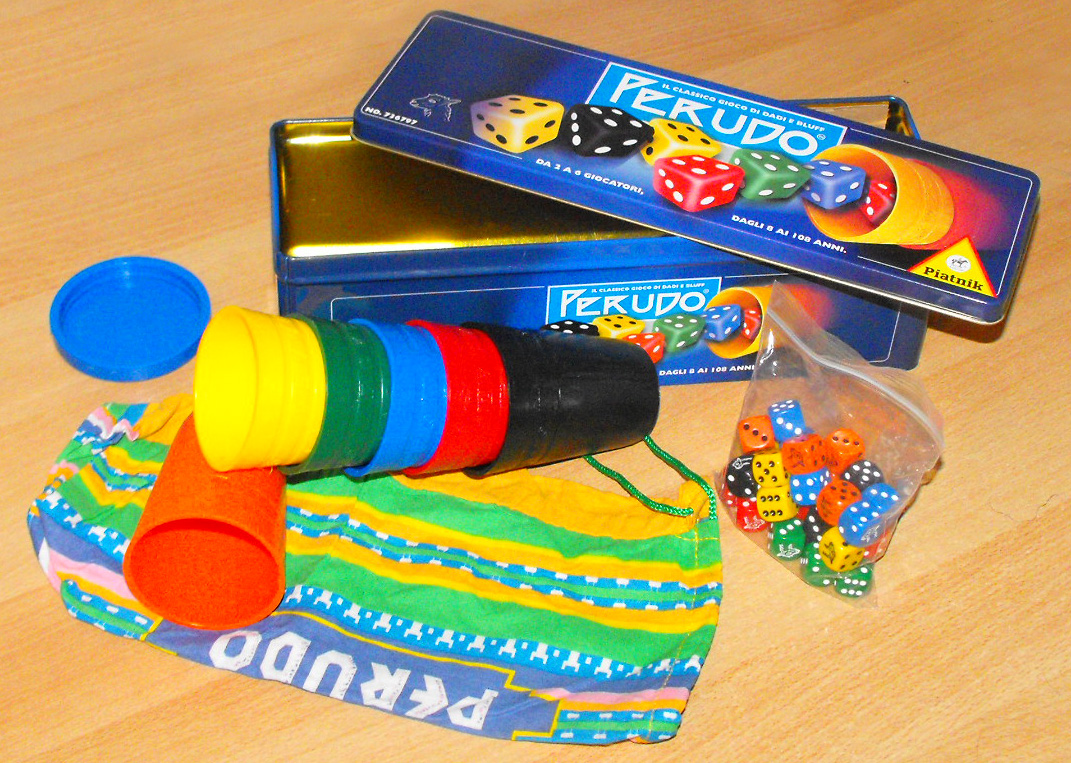
Perudoのセット

- en:Dudo - スペイン語で「（私は）疑う」の意。

この他にも、 Cacho、Pico、Perudo、Cachito、Dadinhoといった名称がある。